# Liste der Anime-Titel (2014–2015)
Dies ist eine chronologisch sortierte Liste der Anime-Titel von 2014 bis 2015.

## 2014
| Name                                                                     | Alternative Namen | Veröffentlichungsjahr | Studio(s)                                   |
| ------------------------------------------------------------------------ | --- | --------------------- | ------------------------------------------- |
| 12-sai. (8 Folgen)                                                       | 12歳。 | 2014 als OVA          | SynergySP, ascension                        |
| Abarenbō Rikishi!! Matsutarō (23 Folgen)                                 | 暴れん坊力士!!松太郎 | 2014 als Fernsehserie | Tōei Animation                              |
| Ai Mai Mī – Mōsō Catastrophe (13 Folgen)                                 | あいまいみー -妄想カタストロフ- | 2014 als Fernsehserie | Seven                                       |
| Ai Tenchi Muyō! (50 Folgen)                                              | 愛・天地無用! | 2014 als Fernsehserie | AIC                                         |
| Akame ga Kill! (24 Folgen)                                               | アカメが斬る!, Akame ga Kiru!, Akame ga Kill – Schwerter der Assassinen | 2014 als Fernsehserie | White Fox                                   |
| Akatsuki no Yona (24 Folgen)                                             | 暁のヨナ | 2014 als Fernsehserie | Studio Pierrot                              |
| Akuma no Riddle (13 Folgen)                                              | 悪魔のリドル, Akuma no Ridoru | 2014 als Fernsehserie | Diomedéa                                    |
| Aldnoah.Zero (12 Folgen)                                                 | ALDNOAH.ZERO | 2014 als Fernsehserie | A-1 Pictures, Troyca                        |
| Amagi Brilliant Park (14 Folgen)                                         | 甘城ブリリアントパーク, Amagi Buririanto Pāku | 2014 als Fernsehserie | Kyōto Animation                             |
| Ao Haru Ride (12 Folgen)                                                 | アオハライド, Aoharaido | 2014 als Fernsehserie | Production I.G                              |
| Attack on Titan: Feuerroter Pfeil & Bogen                                | 劇場版『進撃の巨人』 前編 〜紅蓮の弓矢〜, Gekijōban Shingeki no Kyojin Zenpen – Guren no Yumiya | 2014 als Film         | Wit Studio                                  |
| Baby Gamba (13 Folgen)                                                   | ベビーガンバ | 2014 als Fernsehserie | Shirogumi                                   |
| Baby Steps (25 Folgen)                                                   | ベイビーステップ, Beibī Suteppu | 2014 als Fernsehserie | Pierrot                                     |
| Bakumatsu Rock (12 Folgen)                                               | 幕末Rock | 2014 als Fernsehserie | Studio Deen                                 |
| Barakamon (12 Folgen)                                                    | ばらかもん | 2014 als Fernsehserie | Kinema Citrus                               |
| Black Bullet (13 Folgen)                                                 | ブラック・ブレット, Burakku Buretto | 2014 als Fernsehserie | Kinema Citrus, Orange                       |
| Blade & Soul (13 Folgen)                                                 | ブレイドアンドソウル, Bureido ando Sōru | 2014 als Fernsehserie | Gonzo                                       |
| Bokura wa Minna Kawaisō (13 Folgen)                                      | 僕らはみんな河合荘 | 2014 als Fernsehserie | Brain’s Base                                |
| Bonjour Sweet Love Patisserie (24 Folgen)                                | Bonjour♪恋味パティスリー, Bonjour Koiaji Patisurī, Bonjour Koiaji Patisserie | 2014 als Fernsehserie | Connect, Silver Link                        |
| Break Blade (12 Folgen)                                                  | ブレイクブレイド, Bureiku Bureido | 2014 als Fernsehserie | Xebec, Production I.G                       |
| Buddy Complex (13 Folgen)                                                | バディ・コンプレックス, Badi Kompurekkusu | 2014 als Fernsehserie | Sunrise                                     |
| Captain Earth (25 Folgen)                                                | キャプテン・アース, Kyaputen Āsu | 2014 als Fernsehserie | Bones                                       |
| Cardfight!! Vanguard G (48 Folgen)                                       | カードファイト!! ヴァンガードG, Kādofaito!! Vangādo G | 2014 als Fernsehserie | TMS Entertainment                           |
| Cardfight!! Vanguard: Legion Mate-hen (33 Folgen)                        | カードファイト!! ヴァンガード レギオンメイト編, Kādofaito!! Vangādo: Region Meito Hen | 2014 als Fernsehserie | TMS Entertainment                           |
| Chaika, die Sargprinzessin (12 Folgen)                                   | 棺姫のチャイカ, Hitsugi no Chaika | 2014 als Fernsehserie | Bones                                       |
| Chain Chronicle – Short Anime (8 Folgen)                                 | チェインクロニクル 〜ショートアニメ〜, Chein Kuronikuru – Shōto Anime | 2014 als OVA          | Jūmonji                                     |
| Chō Jigen Game Neptune The Animation (eine Folge)                        | 超次元ゲイム ネプテューヌ THE ANIMATION 約束の永遠, Hyperdimension Neptunia | 2014 als OVA          | David Production                            |
| Cross Ange: Rondo of Angels and Dragons (25 Folgen)                      | クロスアンジュ 天使と竜の輪舞, Kurosu Anju: Tenshi to Ryū no Rondo, Cross Ange: Tenshi to Ryū no Rondo | 2014 als Fernsehserie | Sunrise                                     |
| Daitoshokan no Hitsujikai (12 Folgen)                                    | 大図書館の羊飼い, Daitoshokan no Hitsujikai: A Good Librarian Like a Good Shepherd | 2014 als Fernsehserie | Hoods Entertainment                         |
| Danna ga Nani o Itteiru ka Wakaranai Ken (13 Folgen)                     | 旦那が何を言っているかわからない件 | 2014 als Fernsehserie | Seven                                       |
| Date A Live II (11 Folgen)                                               | デート・ア・ライブII, Dēto A Raibu II | 2014 als Fernsehserie | Production IMS                              |
| Denki-gai no Hon’ya-san (12 Folgen)                                      | デンキ街の本屋さん | 2014 als Fernsehserie | Shin’ei Dōga                                |
| D-Frag! (12 Folgen)                                                      | ディーふらぐ!, Dī Furagu!, D-Fragments | 2014 als Fernsehserie | Brain’s Base                                |
| Double Circle (6 Folgen)                                                 | Double Circle | 2014 als Fernsehserie |                                             |
| Dragonball Kai (61 Folgen)                                               | ドラゴンボール改, Doragonbōru Kai | 2014 als Fernsehserie | Tōei Animation                              |
| Dramatical Murder (12 Folgen)                                            | DRAMAtical Murder | 2014 als Fernsehserie | NAZ                                         |
| Elite Jack!! (2 Folgen)                                                  | エリートジャック!! | 2014 als OVA          | Wish                                        |
| Escha & Logy no Atelier – Tasogare no Sora no Renkinjutsushi (12 Folgen) | エスカ&ロジーのアトリエ 〜黄昏の空の錬金術士〜, Esuka & Rojī no Atorie – Tasogare no Sora no Renkinjutsushi                                                                                                 | 2014 als Fernsehserie | Studio Gokumi                               |
| Expelled from Paradise                                                   | 楽園追放 -Expelled from Paradise-, Rakuen Tsuihō – Expelled from Paradise | 2014 als Film         | Graphinica                                  |
| Fairy Tail (102 Folgen)                                                  | FAIRY TAIL | 2014 als Fernsehserie | A-1 Pictures, Bridge                        |
| Fantasista Stella (3 Folgen)                                             | ファンタジスタ ステラ | 2014 als OVA          | Xebec                                       |
| Fastening Days (2 Folgen)                                                | | 2014 als Web-Anime    | Studio Colorido                             |
| Fate/kaleid liner Prisma Illya Zwei! (11 Folgen)                         | Fate/kaleid liner プリズマ☆イリヤ ツヴァイ!, Fate/kaleid liner Purizuma Iriya Tsuvai!, Fate/kaleid liner Prisma Illya 2wei!                                                                                 | 2014 als Fernsehserie | Silver Link                                 |
| Fate/stay night: Unlimited Blade Works (13 Folgen)                       | Fate/stay night [Unlimited Blade Works] | 2014 als Fernsehserie | Ufotable                                    |
| Francesca (24 Folgen)                                                    | フランチェスカ, Furanchesuka | 2014 als Fernsehserie | Heart-Bit, Telecom Animation Film           |
| Free! – Eternal Summer (13 Folgen)                                       | Free!-Eternal Summer- | 2014 als Fernsehserie | Kyōto Animation, Animation Do               |
| Furueru Kuchibiru (2 Folgen)                                             | フルエルクチビル, Fuzzy Lips | 2014 als OVA          |                                             |
| Futari Ecchi (3 Folgen)                                                  | ふたりエッチ, Futari H – The One And Only Step Up Love Story | 2014 als OVA          | Production Reed                             |
| Futsū no Joshi Kōsei ga Locodol Yattemita. (12 Folgen)                   | 普通の女子校生が【ろこどる】やってみた。, Futsū no Joshi Kōsei ga [Rokodoru] Yattemita., Locodol | 2014 als Fernsehserie | feel.                                       |
| Future Card Buddyfight (64 Folgen)                                       | フューチャーカード バディファイト | 2014 als Fernsehserie | Oriental Light and Magic, Xebec             |
| Fūun Ishin Dai-Shōgun (12 Folgen)                                        | 風雲維新ダイ☆ショーグン | 2014 als Fernsehserie | J.C.Staff, A.C.G.T                          |
| Garo – Honō no Kokuin (24 Folgen)                                        | 牙狼〈GARO〉-炎の刻印- | 2014 als Fernsehserie | MAPPA                                       |
| Gekijō-ban gdgd Yōseis tte Iu Eiga wa Dō kana…?                          | 劇場版 gdgd妖精s っていう映画はどうかな…？ | 2014 als Film         | Rokujigen Animation                         |
| Gekijōban Tiger & Bunny – The Rising                                     | 劇場版 TIGER & BUNNY -The Rising- | 2014 als Film         | Sunrise                                     |
| Gekkan Shōjo Nozaki-kun (12 Folgen)                                      | 月刊少女野崎くん | 2014 als Fernsehserie | Dōga Kōbō                                   |
| Giovannis Insel                                                          | ジョバンニの島, Giovanni no Shima | 2014 als Film         | Production I.G                              |
| Girl Friend Beta (12 Folgen)                                             | ガールフレンド(仮), Girlfriend (Kari), Girl Friend BETA | 2014 als Fernsehserie | Silver Link                                 |
| Girls und Panzer: Kore ga Hontō no Anzio-sen Desu! (eine Folge)          | ガールズ&パンツァー これが本当のアンツィオ戦です!, Gāruzu & Pantsā: Kore ga Hontō no Anzio-sen Desu! | 2014 als OVA          | Actas                                       |
| GJ-bu@ (eine Folge)                                                      | GJ部@, GJ Club@ | 2014 als Special      |                                             |
| Glasslip (13 Folgen)                                                     | グラスリップ, Gurasurippu | 2014 als Fernsehserie | P.A. Works                                  |
| Go! Go! 575 (5 Folgen)                                                   | GO!GO!575 | 2014 als Fernsehserie | C2C                                         |
| Gochūmon wa Usagi Desu ka? (12 Folgen)                                   | ご注文はうさぎですか？, Is the order a rabbit? | 2014 als Fernsehserie | White Fox                                   |
| Gokukoku no Brynhildr (13 Folgen)                                        | 極黒のブリュンヒルデ, Gokukoku no Buryunhirude | 2014 als Fernsehserie | Arms                                        |
| Gokukoku no Brynhildr (eine Folge)                                       | 極黒のブリュンヒルデ, Gokukoku no Buryunhirude, Gokukoku no Brynhildr Folge 11.5 | 2014 als OVA          | Arms                                        |
| GraP & RodeO (61 Folgen)                                                 | ぐらＰ＆ろで夫 | 2014 als Fernsehserie | Pie in the sky                              |
| Grisaia no Kajitsu (13 Folgen)                                           | グリザイアの果実, Gurisaia no Kajitsu, Le Fruit de la Grisaia | 2014 als Fernsehserie | Eight Bit                                   |
| Gugure! Kokkuri-san (12 Folgen)                                          | 繰繰れ! コックリさん | 2014 als Fernsehserie | TMS Entertainment                           |
| Gundam Build Fighters Try (25 Folgen)                                    | ガンダムビルドファイターズトライ, Gandamu Birudo Faitāzu Torai | 2014 als Fernsehserie | Sunrise                                     |
| Gundam: G no Reconguista (26 Folgen)                                     | ガンダム Gのレコンギスタ, Gandamu: G no Rekongisuta, Gundam Reconguista in G | 2014 als Fernsehserie | Sunrise                                     |
| Haikyū!! (85 Folgen)                                                     | ハイキュー!! | 2014 als Fernsehserie | Production I.G                              |
| Haikyū!! Lev Kenzan! (eine Folge)                                        | ハイキュー!! リエーフ見参！ | 2014 als Special      | Production I.G                              |
| Hakuōki Dai-nishō Shikon Sōkyū                                           | 薄桜鬼 第二章 士魂蒼宮, Hakuoki: Demon of the Fleeting Blossom: Warrior Spirit of the Blue Sky | 2014 als Film         | Studio Deen                                 |
| Hamatora (12 Folgen)                                                     | ハマトラ | 2014 als Fernsehserie | NAZ                                         |
| Hanamonogatari (5 Folgen)                                                | 花物語 | 2014 als Fernsehserie | Shaft                                       |
| Hanayamata (12 Folgen)                                                   | ハナヤマタ | 2014 als Fernsehserie | Madhouse                                    |
| Happiness Charge PreCure! (49 Folgen)                                    | ハピネスチャージプリキュア!, Hapinesu Chāji PuriKyua! | 2014 als Fernsehserie | Tōei Animation                              |
| Happiness Charge PreCure!: Ningyō no Kuni no Ballerina                   | ハピネスチャージプリキュア! 人形の国のバレリーナ, Hapinesu Chāji PuriKyua! Ningyō no Kuni no Barerīna | 2014 als Film         | Tōei Animation                              |
| Hero Bank (51 Folgen)                                                    | ヒーローバンク | 2014 als Fernsehserie | TMS Entertainment                           |
| Himegoto (13 Folgen)                                                     | ひめゴト | 2014 als Fernsehserie | Asahi Production                            |
| Himitsu Kessha Taka no Tsume Extreme (38 Folgen)                         | 秘密結社鷹の爪EX（エクストリーム） | 2014 als Fernsehserie | DLE                                         |
| Hi☆sCoool! Seha Girl (13 Folgen)                                         | Hi☆sCoool! セハガール, Hi☆sCoool! Seha Gāru | 2014 als Fernsehserie | TMS Entertainment, Jinni’s Animation Studio |
| Hitsugi no Chaika: Avenging Battle (10 Folgen)                           | 棺姫のチャイカ AVENGING BATTLE | 2014 als Fernsehserie | Bones                                       |
| Hōzuki no Reitetsu (13 Folgen)                                           | 鬼灯の冷徹 | 2014 als Fernsehserie | Wit Studio                                  |
| Hōzuki no Reitetsu (3 Folgen)                                            | 鬼灯の冷徹 | 2014 als OVA          | Wit Studio                                  |
| Hybrid Child (4 Folgen)                                                  | ハイブリッド チャイルド | 2014 als OVA          | Studio Deen                                 |
| Inari, Konkon, Koi Iroha. (10 Folgen)                                    | いなり、こんこん、恋いろは. | 2014 als Fernsehserie | Production IMS                              |
| Inou Battle Within Everyday Life (12 Folgen)                             | 異能バトルは日常系のなかで, Inō Batoru wa Nichijō-kei no Naka de | 2014 als Fernsehserie | Trigger                                     |
| Inugami-san to Nekoyama-san (12 Folgen)                                  | 犬神さんと猫山さん | 2014 als Fernsehserie | Dream Creation                              |
| Is the Order a Rabbit? (12 Folgen)                                       | ご注文はうさぎですか?, Gochūmon wa Usagi Desu ka? | 2014 als Fernsehserie | White Fox                                   |
| Isshūkan Friends. (12 Folgen)                                            | 一週間フレンズ., Isshūkan Furenzu. | 2014 als Fernsehserie | Brain’s Base                                |
| Jinsei (13 Folgen)                                                       | 人生 | 2014 als Fernsehserie | feel.                                       |
| JoJo’s Bizarre Adventure: Stardust Crusaders (48 Folgen)                 | ジョジョの奇妙な冒険 スターダストクルセイダース, JoJo no Kimyō na Bōken: Sutādasuto Kuruseidāzu, JoJo no Kimyō na Bōken: Stardust Crusaders, JoJo’s Bizarre Adventure: Stardust Crusaders – Battle in Egypt | 2014 als Fernsehserie | David Production                            |
| Kamigami no Asobi (12 Folgen)                                            | 神々の悪戯 | 2014 als Fernsehserie | Brain’s Base                                |
| Kanojo ga Flag o Oraretara (12 Folgen)                                   | 彼女がフラグをおられたら | 2014 als Fernsehserie | Hoods Entertainment                         |
| Kenzen Robo Daimidaler (12 Folgen)                                       | 健全ロボ ダイミダラー, Kenzen Robo Daimadarā | 2014 als Fernsehserie | TNK                                         |
| Kidō Senshi Gundam Unicorn: Neo Zeong, Odaiba ni Genru!                  | 機動戦士ガンダムUC「ネオ・ジオング、お台場に現る！」, Mobile Suit Gundam UC: Neo Zeong Strikes Odaiba! | 2014 als Kurzfilm     | Sunrise                                     |
| Kidō Senshi Gundam-san (13 Folgen)                                       | 機動戦士ガンダムさん, Mobile Suit Gundam-san | 2014 als Fernsehserie | Sunrise                                     |
| Kindaichi Shōnen no Jikenbo Returns (25 Folgen)                          | 金田一少年の事件簿R, Kindaichi Shōnen no Jikenbo Ritānzu | 2014 als Fernsehserie | Tōei Animation                              |
| Kin’iro no Corda: Blue Sky (12 Folgen)                                   | 金色のコルダ Blue♪Sky, Kin’iro no Koruda: Blue Sky | 2014 als Fernsehserie | TYO Animations                              |
| Kiseijū: Sei no Kakuritsu (24 Folgen)                                    | 寄生獣 セイの格率, Parasyte -the maxim- | 2014 als Fernsehserie | Madhouse                                    |
| Kuroshitsuji: Book of Circus (10 Folgen)                                 | 黒執事 Book of Circus | 2014 als Fernsehserie | A-1 Pictures                                |
| Laughing Under the Clouds (12 Folgen)                                    | 曇天に笑う, Donten ni Warau | 2014 als Fernsehserie | Dōga Kōbō                                   |
| Log Horizon (25 Folgen)                                                  | ログ・ホライズン, Rogu Horaizun | 2014 als Fernsehserie | Studio Deen                                 |
| Love, Chunibyo & Other Delusions! -Heart Throb- (12 Folgen)              | 中二病でも恋がしたい！戀, Chūnibyō Demo Koi ga Shitai! Ren | 2014 als Fernsehserie | Kyōto Animation                             |
| Love Live! School Idol Project (13 Folgen)                               | ラブライブ! School idol project, Rabu Raibu! School idol project | 2014 als Fernsehserie | Sunrise                                     |
| Love Stage!! (10 Folgen)                                                 | LOVE STAGE!! | 2014 als Fernsehserie | J.C.Staff                                   |
| M3 – Sono Kuroki Hagane (24 Folgen)                                      | M3〜ソノ黒キ鋼〜 | 2014 als Fernsehserie | Satelight                                   |
| Madan no Ō to Vanadis (13 Folgen)                                        | 魔弾の王と戦姫, Madan no Ō to Vanadīsu | 2014 als Fernsehserie | Satelight                                   |
| Magi: Sindbad no Bōken (5 Folgen)                                        | マギ シンドバッドの冒険, Magi: Shindobaddo no Bōken | 2014 als OVA          | Lay-duce                                    |
| Magic Kaito 1412 (24 Folgen)                                             | まじっく快斗1412, Majikku Kaito 1412 | 2014 als Fernsehserie | A-1 Pictures                                |
| Mahō Sensō (12 Folgen)                                                   | 魔法戦争 | 2014 als Fernsehserie | Madhouse                                    |
| Mahō Shōjo Taisen (26 Folgen)                                            | 魔法少女大戦, Magica Wars | 2014 als Fernsehserie | Gainax                                      |
| Mahōka Kōkō no Rettōsei (26 Folgen)                                      | 魔法科高校の劣等生 | 2014 als Fernsehserie | Madhouse                                    |
| Majimoji Rurumo (12 Folgen)                                              | まじもじるるも | 2014 als Fernsehserie | J.C.Staff                                   |
| Maken-ki! Tsū (10 Folgen)                                                | マケン姫っ!通, Maken-ki! 2 | 2014 als Fernsehserie | Xebec                                       |
| Mangaka-san to Assistant-san to: The Animation (12 Folgen)               | マンガ家さんとアシスタントさんと THE ANIMATION, Mangaka-san to Ashisutanto-san to: The Animation | 2014 als Fernsehserie | Zexcs                                       |
| Mekakucity Actors (12 Folgen)                                            | メカクシティアクターズ, Mekakushiti Akutāzu | 2014 als Fernsehserie | Shaft                                       |
| Mikakunin de Shinkōkei (12 Folgen)                                       | 未確認で進行形 | 2014 als Fernsehserie | Dōga Kōbō                                   |
| Minarai Diva (10 Folgen)                                                 | みならいディーバ, Minarai Dība | 2014 als Fernsehserie | Yaoyorozu                                   |
| Momo Kyun Sword (12 Folgen)                                              | モモキュンソード, Momo Kyun Sōdo | 2014 als Fernsehserie | Tri-Slash, Project No.9                     |
| Mōretsu Pirates: Abyss of Hyperspace – Akū no Shin’en                    | モーレツ宇宙海賊 ABYSS OF HYPERSPACE -亜空の深淵-, Mōretsu Pairētsu: Abyss of Hyperspace – Akū no Shin’en, Bodacious Space Pirates: Abyss of Hyperspace                                                     | 2014 als Film         | Satelight                                   |
| Mushishi Tokubetsuhen: Hihamu Kage (eine Folge)                          | 蟲師 特別篇 日蝕む翳 | 2014 als Special      | Artland                                     |
| Mushishi: Zokushō (10 Folgen)                                            | 蟲師 続章 | 2014 als Fernsehserie | Artland                                     |
| Mushishi: Zokushō (10 Folgen)                                            | 蟲師 続章 | 2014 als Fernsehserie | Artland                                     |
| Natsume Yūjinchō: Itsuka Yuki no Hi ni (eine Folge)                      | 夏目友人帳 いつかゆきのひに | 2014 als OVA          | Brain’s Base                                |
| Neppū Kairiku Bushi Road (eine Folge)                                    | 熱風海陸ブシロード, Neppū Kairiku Bushi Rōdo | 2014 als Special      | Kinema Citrus, Orange                       |
| Nisekoi (20 Folgen)                                                      | ニセコイ | 2014 als Fernsehserie | Shaft                                       |
| No Game No Life (12 Folgen)                                              | ノーゲーム・ノーライフ | 2014 als Fernsehserie | Madhouse                                    |
| Nobunaga Concerto (10 Folgen)                                            | 信長協奏曲, Nobunaga Kontseruto | 2014 als Fernsehserie |                                             |
| Nobunaga the Fool (24 Folgen)                                            | ノブナガ・ザ・フール, Nobunaga za Fūru | 2014 als Fernsehserie | Satelight                                   |
| Nobunagun (13 Folgen)                                                    | ノブナガン, Nobunagan | 2014 als Fernsehserie | Bridge                                      |
| Noragami (12 Folgen)                                                     | ノラガミ | 2014 als Fernsehserie | Bones                                       |
| Nōrin (12 Folgen)                                                        | のうりん | 2014 als Fernsehserie | Silver Link                                 |
| Ōkami Shōjo to Kuro Ōji (12 Folgen)                                      | オオカミ少女と黒王子 | 2014 als Fernsehserie | TYO Animations                              |
| Omoide no Marnie                                                         | 思い出のマーニー, Omoide no Mānī | 2014 als Film         | Studio Ghibli                               |
| Onee-chan ga Kita (12 Folgen)                                            | お姉ちゃんが来た | 2014 als Fernsehserie | C2C                                         |
| Ore, Twintail ni Narimasu. (12 Folgen)                                   | 俺、ツインテールになります。, Ore, Tsuintēru ni Narimasu. | 2014 als Fernsehserie | Production IMS                              |
| Orenchi no Furo Jijō (13 Folgen)                                         | オレん家のフロ事情 | 2014 als Fernsehserie | Asahi Production                            |
| Persona 3 The Movie: #2 Midsummer Knight’s Dream                         | PERSONA3 THE MOVIE #2 Midsummer Knight’s Dream | 2014 als Film         | A-1 Pictures                                |
| Persona 4: The Golden Animation (12 Folgen)                              | Persona4 the Golden ANIMATION | 2014 als Fernsehserie | A-1 Pictures                                |
| Ping Pong: The Animation (11 Folgen)                                     | ピンポン THE ANIMATION, Pin Pon: The Animation | 2014 als Fernsehserie | Tatsunoko Production                        |
| Pretty Cure All Stars New Stage 3: Eien no Tomodachi                     | プリキュアオールスターズNewStage3 永遠のともだち, PuriKyua Ōru Sutāzu New Stage 3: Eien no Tomodachi | 2014 als Film         | Tōei Animation                              |
| Pretty Rhythm: All Star Selection (11 Folgen)                            | プリティーリズム・オールスターセレクション, Puritī Rizumu: Ōru Sutā Serekushon | 2014 als Fernsehserie | Dongwoo Animation, Tatsunoko Production     |
| Pripara (38 Folgen)                                                      | プリパラ, Puripara | 2014 als Fernsehserie | Tatsunoko Production                        |
| Psycho-Pass 2 (11 Folgen)                                                | PSYCHO-PASS サイコパス 2, Psycho-Pass: Saiko Pasu 2 | 2014 als Fernsehserie | Tatsunoko Production                        |
| Pupa (12 Folgen)                                                         | pupa | 2014 als Fernsehserie | Studio Deen                                 |
| Pupipō! (15 Folgen)                                                      | プピポー! | 2014 als Fernsehserie | AIC Plus+                                   |
| Rail Wars! (12 Folgen)                                                   | RAIL WARS! | 2014 als Fernsehserie | Passione                                    |
| Re:_Hamatora (12 Folgen)                                                 | Re:␣ ハマトラ | 2014 als Fernsehserie | Lerche                                      |
| Robot Girls Z (9 Folgen)                                                 | ロボットガールズZ, Robotto Gāruzu Z | 2014 als Fernsehserie | Tōei Animation                              |
| Rokujōma no Shinryakusha!? (12 Folgen)                                   | 六畳間の侵略者!? | 2014 als Fernsehserie | Silver Link                                 |
| Ryūgajō Nanana no Maizōkin (11 Folgen)                                   | 龍ヶ嬢七々々の埋蔵金, Nanana’s Buried Treasure | 2014 als Fernsehserie | A-1 Pictures                                |
| Sabagebu! (12 Folgen)                                                    | さばげぶっ! | 2014 als Fernsehserie | Studio Pierrot+                             |
| Saikin, Imōto no Yōsu ga Chotto Okashiinda ga. (12 Folgen)               | 最近、妹のようすがちょっとおかしいんだが., Recently, my sister is unusual. | 2014 als Fernsehserie | project No.9                                |
| Sailor Moon Crystal (26 Folgen)                                          | 美少女戦士セーラームーンCrystal, Bishōjo Senshi Sērā Mūn Crystal, Bishōjo Senshi Sailor Moon Crystal | 2014 als Web-Anime    | Tōei Animation                              |
| Saki: Zenkoku-hen (13 Folgen)                                            | 咲-Saki- 全国編 | 2014 als Fernsehserie | Studio Gokumi                               |
| Sakura Trick (12 Folgen)                                                 | 桜Trick | 2014 als Fernsehserie | Studio Deen                                 |
| Sanzoku no Musume Ronja (26 Folgen)                                      | 山賊の娘ローニャ | 2014 als Fernsehserie | Polygon Pictures                            |
| Seikoku no Dragonar (12 Folgen)                                          | 星刻の竜騎士, Seikoku no Doragunā | 2014 als Fernsehserie | C-Station                                   |
| Seirei Tsukai no Blade Dance (12 Folgen)                                 | 精霊使いの剣舞, Seirei Tsukai no Bureido Dansu | 2014 als Fernsehserie | TNK                                         |
| Seitokai Yakuindomo* (13 Folgen)                                         | 生徒会役員共* | 2014 als Fernsehserie | GoHands                                     |
| Sekai Seifuku – Bōryaku no Zvezda (12 Folgen)                            | 世界征服〜謀略のズヴィズダー〜, Sekai Seifuku – Bōryaku no Zuvizudā, World Conquest Zvezda Plot | 2014 als Fernsehserie | A-1 Pictures                                |
| Selector Infected WIXOSS (12 Folgen)                                     | selector infected WIXOSS | 2014 als Fernsehserie | J.C.Staff                                   |
| Selector Spread WIXOSS (12 Folgen)                                       | selector spread WIXOSS | 2014 als Fernsehserie | J.C.Staff                                   |
| Sengoku Basara: Judge End (12 Folgen)                                    | 戦国BASARA Judge End | 2014 als Fernsehserie | Telecom Animation Film                      |
| The Seven Deadly Sins (24 Folgen)                                        | 七つの大罪, Nanatsu no Taizai | 2014 als Fernsehserie | A-1 Pictures                                |
| Shigatsu wa Kimi no Uso – Sekunden in Moll (23 Folgen)                   | 四月は君の嘘, Shigatsu wa Kimi no Uso, Your Lie in April | 2014 als Fernsehserie | A-1 Pictures                                |
| Shin Gekijōban Initial D: Legend 1 – Kakusei                             | 新劇場版 頭文字D Legend1 -覚醒- | 2014 als Film         | Sanzigen, Lidenfilms                        |
| Shin Strange+ (12 Folgen)                                                | 真 ストレンジ・プラス, Shin Sutorenji Purasu | 2014 als Fernsehserie | Seven                                       |
| Shingeki no Bahamut: Genesis (12 Folgen)                                 | 神撃のバハムート GENESIS, Shingeki no Bahamūto: Genesis | 2014 als Fernsehserie | MAPPA                                       |
| Shingeki no Kyojin (5 Folgen)                                            | 進撃の巨人 | 2014 als OVA          | Wit Studio                                  |
| Shirobako (24 Folgen)                                                    | SHIROBAKO | 2014 als Fernsehserie | P.A. Works                                  |
| Shirogane no Ishi Argevollen (24 Folgen)                                 | 白銀の意思 アルジェヴォルン, Shirogane no Ishi Arujevorun | 2014 als Fernsehserie | Xebec                                       |
| Shōnen Hollywood – Holly Stage for 49 (13 Folgen)                        | 少年ハリウッド -HOLLY STAGE FOR 49-, Shōnen Hariuddo Holly Stage for 49 | 2014 als Fernsehserie | Zexcs                                       |
| Sidonia no Kishi (12 Folgen)                                             | シドニアの騎士, Shidonia no Kishi | 2014 als Fernsehserie | Polygon Pictures                            |
| Silver Spoon (11 Folgen)                                                 | 銀の匙 Silver Spoon, Gin no Saji: Silver Spoon | 2014 als Fernsehserie | A-1 Pictures                                |
| SoniAni – Super Sonico The Animation (12 Folgen)                         | そにアニ -SUPER SONICO THE ANIMATION- | 2014 als Fernsehserie | White Fox                                   |
| Sora no Method (13 Folgen)                                               | 天体のメソッド, Sora no Mesoddo | 2014 als Fernsehserie | Studio 3Hz                                  |
| Sora no Otoshimono Final: Eternal My Master                              | そらのおとしものFinal 永遠の私の鳥籠, Sora no Otoshimono Final: Etānaru Mai Masutā | 2014 als Film         | Production IMS                              |
| Soredemo Sekai wa Utsukushii (12 Folgen)                                 | それでも世界は美しい | 2014 als Fernsehserie | Pierrot                                     |
| Soul Eater Not! (12 Folgen)                                              | ソウルイーターノット!, Sōru Ītā Notto! | 2014 als Fernsehserie | Bones                                       |
| Space Dandy (26 Folgen)                                                  | スペース☆ダンディ, Supēsu Dandi | 2014 als Fernsehserie | Bones                                       |
| Strange+ (12 Folgen)                                                     | ストレンジ・プラス, Sutorenji Purasu | 2014 als Fernsehserie | Seven                                       |
| Sword Art Online II (24 Folgen)                                          | ソードアート・オンラインII, Sōdo Āto Onrain II | 2014 als Fernsehserie | A-1 Pictures                                |
| Taka no Tsume 7 - Joō Heika no Joboob                                    | 鷹の爪７ 女王陛下のジョブーブ | 2014 als Film         | Kaeruotoko Shokai                           |
| Tales of Zestiria – Dōshi no Yoake (eine Folge)                          | テイルズ オブ ゼスティリア 〜導師の夜明け〜, Teiruzu obu Zesutiria – Dōshi no Yoake | 2014 als Special      | Ufotable                                    |
| Terra Formars (13 Folgen)                                                | テラフォーマーズ, Terafōmāzu | 2014 als Fernsehserie | Lidenfilms                                  |
| Tesagure! Bukatsumono: Encore (12 Folgen)                                | てさぐれ!部活もの あんこーる, Tesagure! Bukatsumono: Ankōru | 2014 als Fernsehserie | Yaoyorozu                                   |
| To Aru Hikūshi e no Koiuta (13 Folgen)                                   | とある飛空士への恋歌 | 2014 als Fernsehserie | TMS Entertainment                           |
| Tōkyō ESP (12 Folgen)                                                    | 東京ESP | 2014 als Fernsehserie | Xebec                                       |
| Tōkyō Ghoul (12 Folgen)                                                  | 東京喰種トーキョーグール, Tōkyō Gūru | 2014 als Fernsehserie | Studio Pierrot                              |
| Tonari no Seki-kun (13 Folgen)                                           | となりの関くん | 2014 als Fernsehserie | Shin’ei Animation                           |
| Tonari no Seki-kun (8 Folgen)                                            | となりの関くん | 2014 als Web-Anime    | Shin’ei Animation                           |
| Tribe Cool Crew (50 Folgen)                                              | トライブクルクル, Toraibu Kuru Kuru | 2014 als Fernsehserie | Sunrise                                     |
| Trinity Seven (12 Folgen)                                                | トリニティセブン, Toriniti Sebun | 2014 als Fernsehserie | Seven Arcs Pictures                         |
| Tsukimonogatari (4 Folgen)                                               | 憑物語 | 2014 als Fernsehserie | Shaft                                       |
| Uchū Kyōdai #0                                                           | 宇宙兄弟#0 | 2014 als Film         | A-1 Pictures                                |
| Ushinawareta Mirai o Motomete (12 Folgen)                                | 失われた未来を求めて | 2014 als Fernsehserie | feel.                                       |
| Wake Up, Girl Zoo! (10 Folgen)                                           | うぇいくあっぷがーるZOO!, Weiku Appu Gāru Zoo! | 2014 als Web-Anime    | Ordet, Studio Moriken                       |
| Wake Up, Girls! (12 Folgen)                                              | | 2014 als Fernsehserie | Ordet, Tatsunoko Pro                        |
| Witch Craft Works (12 Folgen)                                            | ウィッチクラフトワークス, Witchi Kurafuto Wākusu | 2014 als Fernsehserie | J.C.Staff                                   |
| Wizard Barristers: Benmashi Cecil (12 Folgen)                            | ウィザード・バリスターズ 弁魔士セシル, Wizādo Barisutazu: Benmashi Seshiru | 2014 als Fernsehserie | Arms                                        |
| World Trigger (73 Folgen)                                                | ワールドトリガー, Wārudo Torigā | 2014 als Fernsehserie | Tōei Animation                              |
| Yama no Susume: Second Season (24 Folgen)                                | ヤマノススメ セカンドシーズン, Yama no Susume: Sekando Shīzun | 2014 als Fernsehserie | 8bit                                        |
| Yowamushi Pedal: Grande Road (24 Folgen)                                 | 弱虫ペダル GRANDE ROAD, Yowamushi Pedaru | 2014 als Fernsehserie | TMS/8PAN                                    |
| Yowamushi Pedal Re:Ride                                                  | 弱虫ペダル Re:RIDE, Yowamushi Pedaru Re:RIDE | 2014 als Film         | TMS/8PAN                                    |
| Yūki Yūna wa Yūsha de Aru (12 Folgen)                                    | 結城友奈は勇者である | 2014 als Fernsehserie | Studio Gokumi                               |
| Yuru Yuri Nachuyachumi! (eine Folge)                                     | ゆるゆり なちゅやちゅみ! | 2014 als OVA          | TYO Animations                              |
| Zankyō no Terror (11 Folgen)                                             | 残響のテロル, Zankyō no Teroru | 2014 als Fernsehserie | MAPPA                                       |
| Z/X Ignition (12 Folgen)                                                 | Z/X IGNITION | 2014 als Fernsehserie |                                             |

## 2015
| Name                                                                         | Alternative Namen | Veröffentlichungsjahr | Studio(s)                                           |
| ---------------------------------------------------------------------------- | --- | --------------------- | --------------------------------------------------- |
| 12-sai. (4 Folgen)                                                           | 12歳。 | 2015 als OVA          | SynergySP, ascension                                |
| Absolute Duo (12 Folgen)                                                     | アブソリュート・デュオ, Abusoryūto Dyuo | 2015 als Fernsehserie | Eight Bit                                           |
| Ajin – Shōdō                                                                 | 亜人 -衝動- | 2015 als Film         | Polygon Pictures                                    |
| Akagami no Shirayukihime (12 Folgen)                                         | 赤髪の白雪姫, Snow White with the Red Hair | 2015 als Fernsehserie | Bones                                               |
| Aldnoah.Zero (12 Folgen)                                                     | ALDNOAH.ZERO | 2015 als Fernsehserie | A-1 Pictures, Troyca                                |
| Alice in Dreamland                                                           | Alice in Dreamland アリス・イン・ドリームランド, Alice in Dreamland: Arisu in Dorīmurando                                                                                       | 2015 als Film         | Bitgang                                             |
| Ameiro Cocoa (12 Folgen)                                                     | 雨色ココア, Ameiro Kokoa, Rainy cocoa | 2015 als Fernsehserie | EMT²                                                |
| Ameiro Cocoa: Rainy color e Yōkoso! (13 Folgen)                              | 雨色ココア Rainy colorへようこそ!, Ameiro Kokoa: Rainy color e Yōkoso! | 2015 als Fernsehserie | EMT²                                                |
| Anime De Training! Ex (12 Folgen)                                            | あにトレ!EX, Anitore! Ex | 2015 als Fernsehserie | Rising Force                                        |
| Ansatsu Kyōshitsu                                                            | 暗殺教室 | 2015 als Film         | Lerche                                              |
| Ansatsu Kyōshitsu (22 Folgen)                                                | 暗殺教室 | 2015 als Fernsehserie | Lerche                                              |
| Aoharu × Kikanjū (12 Folgen)                                                 | 青春×機関銃, Aoharu×Machinegun | 2015 als Fernsehserie | Brain’s Base                                        |
| Aoki Hagane no Arpeggio – Ars Nova Cadenza                                   | 劇場版 蒼き鋼のアルペジオ -アルス・ノヴァ- Cadenza, Gekijōban Aoki Hagane no Arupejio – Arusu Nova Cadenza                                                                      | 2015 als Film         | Sanzigen                                            |
| Aoki Hagane no Arpeggio – Ars Nova DC                                        | 劇場版 蒼き鋼のアルペジオ -アルス・ノヴァ- DC, Gekijōban Aoki Hagane no Arupejio – Arusu Nova DC                                                                                | 2015 als Film         | Sanzigen                                            |
| Aquarion Logos (26 Folgen)                                                   | アクエリオンロゴス, Akuerion Rogosu | 2015 als Fernsehserie | C2C, Satelight                                      |
| Aria The Avvenire (3 Folgen)                                                 | ARIA The AVVENIRE | 2015 als OVA          | TYO Animations                                      |
| Attack on Titan Junior High (12 Folgen)                                      | 進撃! 巨人中学校, Shingeki! Kyojin Chūgakkō | 2015 als Fernsehserie | Production I.G                                      |
| Baby Steps (25 Folgen)                                                       | ベイビーステップ, Beibī Suteppu | 2015 als Fernsehserie | Pierrot                                             |
| Bikini Warriors (12 Folgen)                                                  | ビキニ・ウォリアーズ, Bikini Woriāzu | 2015 als Fernsehserie | feel., PRA                                          |
| Binan Kōkō Chikyū Bōeibu Love! (12 Folgen)                                   | 美男高校地球防衛部LOVE!, Binan Kōkō Chikyū Bōeibu Love! | 2015 als Fernsehserie | Diomedéa                                            |
| Cardfight!! Vanguard G: Gears Crisis-hen (26 Folgen)                         | カードファイト!! ヴァンガードG ギアースクライシス編, Kādofaito!! Vangādo G: Giāsu Kuraishisu-hen                                                                                | 2015 als Fernsehserie | TMS Entertainment                                   |
| Chaos Dragon: Sekiryū Sen’eku (12 Folgen)                                    | ケイオスドラゴン 赤竜戦役, Keiosu Doragon: Sekiryū Sen’eku | 2015 als Fernsehserie | Connect, Silver Link                                |
| Charlotte (13 Folgen)                                                        | シャーロット | 2015 als Fernsehserie | P.A. Works                                          |
| Charlotte (14 Folgen)                                                        | シャーロット, Shārotto | 2015 als Fernsehserie |                                                     |
| Classroom Crisis (12 Folgen)                                                 | Classroom☆Crisis | 2015 als Fernsehserie | Lay-duce                                            |
| Comet Lucifer (12 Folgen)                                                    | コメット・ルシファー, Kometto Rushifā | 2015 als Fernsehserie | Eight Bit                                           |
| Concrete Revolutio – Chōjin Gensō (13 Folgen)                                | コンクリート・レボルティオ〜超人幻想〜, Konkurīto Reborutio – Chōjin Gensō | 2015 als Fernsehserie | Bones                                               |
| Dance with Devils (12 Folgen)                                                | Dance with Devils | 2015 als Fernsehserie | Brain’s Base                                        |
| Danchigai (12 Folgen)                                                        | だんちがい | 2015 als Fernsehserie | Creators in Pack TOKYO                              |
| Danmachi – Is It Wrong to Try to Pick Up Girls in a Dungeon? (13 Folgen)     | ダンジョンに出会いを求めるのは間違っているだろうか, Danjon ni Deai o Motomeru no wa Machigatteiru Darō ka, Dungeon ni Deai o Motomeru no wa Machigatteiru Darō ka, Familia Myth | 2015 als Fernsehserie | J.C.Staff                                           |
| Danna ga Nani o Itteiru ka Wakaranai Ken: 2-sureme (13 Folgen)               | 旦那が何を言っているかわからない件 2スレ目 | 2015 als Fernsehserie | Seven                                               |
| DD Hokuto no Ken 2 (13 Folgen)                                               | DD北斗の拳2 | 2015 als Fernsehserie | Ajia-dō                                             |
| Death Parade (12 Folgen)                                                     | デス・パレード, Desu Parēdo | 2015 als Fernsehserie | Madhouse                                            |
| Dia no Ace – Second Season (51 Folgen)                                       | ダイヤのA -SECOND SEASON- | 2015 als Fernsehserie | Madhouse, Production I.G                            |
| Diabolik Lovers: More, Blood (12 Folgen)                                     | DIABOLIK LOVERS MORE, BLOOD | 2015 als Fernsehserie | Zexcs                                               |
| Doamaiger D (13 Folgen)                                                      | ドアマイガーD, Doamaigā D | 2015 als Fernsehserie | Ilca                                                |
| Dog Days’’ (12 Folgen)                                                       | DOG DAYS’’ | 2015 als Fernsehserie | Seven Arcs Pictures                                 |
| Dragon Ball Super (131 Folgen)                                               | ドラゴンボール超, Doragon Bōru Sūpā | 2015 als Fernsehserie | Tōei Animation                                      |
| Dragonball Z: Resurrection ‚F‘                                               | ドラゴンボールZ 復活の「F」, Doragon Bōru Z: Fukkatsu no „F“ | 2015 als Film         | Tōei Animation                                      |
| Durarara!!×2 Shō (12 Folgen)                                                 | デュラララ!!×2 承, Dyurarara!!×2 Shō | 2015 als Fernsehserie | Shuka                                               |
| Durarara!!×2 Ten (12 Folgen)                                                 | デュラララ!!×2 転, Dyurarara!!×2 Ten | 2015 als Fernsehserie | Shuka                                               |
| Etotama (12 Folgen)                                                          | えとたま | 2015 als Fernsehserie | Encourage Films, Shirogumi                          |
| Fate/kaleid liner Prisma Illya Zwei Herz! (10 Folgen)                        | Fate/kaleid liner プリズマ☆イリヤ ツヴァイ ヘルツ!, Fate/kaleid liner Purizuma Iriya Tsuvai Herutsu!, Fate/kaleid liner Prisma Illya 2wei Herz!                                 | 2015 als Fernsehserie | Silver Link                                         |
| Fate/stay night: Unlimited Blade Works (13 Folgen)                           | Fate/stay night [Unlimited Blade Works] | 2015 als Fernsehserie | Ufotable                                            |
| Food Wars! Shokugeki no Soma (24 Folgen)                                     | 食戟のソーマ, Shokugeki no Sōma | 2015 als Fernsehserie | J.C.Staff                                           |
| Funassyi no Funafunafuna Biyori (130 Folgen)                                 | ふなっしーのふなふなふな日和 | 2015 als Fernsehserie | Ashi Productions                                    |
| Fushigi na Somera-chan (12 Folgen)                                           | 不思議なソメラちゃん, Magical Somera-chan | 2015 als Fernsehserie | Seven                                               |
| Futsū no Joshikōsei ga Locodol Yattemita (eine Folge)                        | 普通の女子校生が【ろこどる】やってみた | 2015 als OVA          |                                                     |
| Future Card Buddyfight 100 (50 Folgen)                                       | フューチャーカード バディファイト100 | 2015 als Fernsehserie | Oriental Light and Magic, Xebec                     |
| Fw:Hamatora                                                                  | Fw:ハマトラ | 2015 als Film         | Lerche                                              |
| Gakkō Gurashi! (12 Folgen)                                                   | がっこうぐらし!, School-Live! | 2015 als Fernsehserie | Lerche                                              |
| Gakuen Handsome: The Animation (8 Folgen)                                    | 学園ハンサム The Animation, Gakuen Hansamu: The Animation | 2015 als OVA          | Team Yokkyū Fuman                                   |
| Gakusen Toshi Asterisk (12 Folgen)                                           | 学戦都市アスタリスク, Gakusen Toshi Asuterisuku, The Asterisk War: The Academy City on the Water                                                                                | 2015 als Fernsehserie | A-1 Pictures                                        |
| Gamba: Gamba to Nakama-tachi                                                 | GAMBA ガンバと仲間たち, Air Bound | 2015 als Film         | Shirogumi                                           |
| Gangsta. (12 Folgen)                                                         | GANGSTA. | 2015 als Fernsehserie | Manglobe                                            |
| Garo – Guren no Tsuki (24 Folgen)                                            | 牙狼 -紅蓮ノ月-, Garo: Crimson Moon | 2015 als Fernsehserie | MAPPA                                               |
| Gatchaman Crowds Insight (12 Folgen)                                         | ガッチャマン クラウズ insight, Gatchaman Kurauzu insight | 2015 als Fernsehserie | Tatsunoko Production                                |
| Gate: Jieitai Kano Chi nite, Kaku Tatakaeri (12 Folgen)                      | GATE 自衛隊 彼の地にて、斯く戦えり | 2015 als Fernsehserie | A-1 Pictures                                        |
| Gekijōban Date A Live: Mayuri Judgement                                      | 劇場版 デート・ア・ライブ 万由里ジャッジメント, Gekijōban Dēto A Raibu: Mayuri Jajjimento                                                                                       | 2015 als Film         | Production IMS                                      |
| Gekijōban Kyōkai no Kanata – I’ll Be Here                                    | 劇場版 境界の彼方 -I'LL BE HERE-, Gekijōban Kyōkai no Kanata – I’ll Be Here | 2015 als Film         | Kyōto Animation                                     |
| Gekijōban Meiji Tōkyō Renka: Yumihari no Serenade                            | 劇場版 明治東亰恋伽 〜弦月の小夜曲〜 | 2015 als Film         | Studio Deen                                         |
| Gekijōban Psycho-Pass                                                        | 劇場版 PSYCHO-PASS サイコパス, Gekijōban Psycho-Pass: Saiko Pasu | 2015 als Film         | Tatsunoko Production                                |
| Gekijōban Shingeki no Kyojin Kōhen – Jiyū no Tsubasa                         | 劇場版『進撃の巨人』 後編 〜自由の翼〜 | 2015 als Film         | Wit Studio                                          |
| Gekijōban Yowamushi Pedal                                                    | 劇場版 弱虫ペダル, Gekijōban Yowamushi Pedaru | 2015 als Film         | TMS/8PAN                                            |
| Ghost in the Shell Arise: Alternative Architecture (10 Folgen)               | 攻殻機動隊ARISE ALTERNATIVE ARCHITECTURE, Kōkaku Kidōtai Arise | 2015 als Fernsehserie | Production I.G                                      |
| Ghost in the Shell: The New Movie                                            | 攻殻機動隊 新劇場版, Kōkaku Kidōtai Shin Gekijō-ban | 2015 als Film         | Production I.G                                      |
| Gintama° (51 Folgen)                                                         | 銀魂゜ | 2015 als Fernsehserie | Bandai Namco Pictures                               |
| Girls und Panzer: Der Film                                                   | ガールズ&パンツァー 劇場版, Gāruzu & Pantsā: Gekijōban | 2015 als Film         | Actas                                               |
| Glass no Hana to Kowasu Sekai                                                | ガラスの花と壊す世界, Garakowa -Restore the World- | 2015 als Film         | A-1 Pictures                                        |
| Go! Princess PreCure (50 Folgen)                                             | Go!プリンセスプリキュア, Go! Purinsesu PuriKyua | 2015 als Fernsehserie | Tōei Animation                                      |
| Gochūmon wa Usagi Desu ka?? (12 Folgen)                                      | ご注文はうさぎですか？？, Is the order a rabbit?? | 2015 als Fernsehserie | White Fox, Kinema Citrus                            |
| Gochūmon wa Usagi Desu ka?? (12 Folgen)                                      | ご注文はうさぎですか??, Is the order a rabbit?? | 2015 als Fernsehserie | Kinema Citrus, White Fox                            |
| God Eater (13 Folgen)                                                        | ゴッドイーター, Goddo Ītā | 2015 als Fernsehserie | ufotable                                            |
| Grisaia no Meikyū (eine Folge)                                               | グリザイアの迷宮, Gurisaia no Meikyū, Le Labyrinthe de la Grisaia | 2015 als Special      | Eight Bit                                           |
| Grisaia no Rakuen (10 Folgen)                                                | グリザイアの楽園, Gurisaia no Rakuen, Le Eden de la Grisaia | 2015 als Fernsehserie | Eight Bit                                           |
| Gundam Reconguista in G: From the Past to the Future                         | ガンダム Gのレコンギスタ FROM THE PAST TO THE FUTURE | 2015 als Kurzfilm     | Sunrise                                             |
| Gunslinger Stratos (12 Folgen)                                               | ガンスリンガー ストラトス, Gansuringā Sutoratosu | 2015 als Fernsehserie | A-1 Pictures                                        |
| Hackadoll the Animation (13 Folgen)                                          | ハッカドール THE あにめ〜しょん, Hakkadōru THE Animēshon | 2015 als Fernsehserie | Creators in Pack Tokyo                              |
| Haikyū!! Owari to Hajimari                                                   | ハイキュー!! 終わりと始まり | 2015 als Film         | Production I.G                                      |
| Haikyū!! Shōsha to Haisha                                                    | ハイキュー!! 勝者と敗者 | 2015 als Film         | Production I.G                                      |
| Haikyu!! VS Akaten (eine Folge)                                              | | 2015 als Special      | Production I.G                                      |
| Haiyore! Nyaruko-san F (eine Folge)                                          | 這いよれ！ニャル子さんF | 2015 als OVA          | Xebec                                               |
| Hakone-chan (13 Folgen)                                                      | 温泉幼精ハコネちゃん, Onsen Yōsei Hakone-chan | 2015 als Fernsehserie | Asahi Production, Production Reed                   |
| Hakuōki Shinkai: Kaze no Shō (eine Folge)                                    | 薄桜鬼 真改 風ノ章 | 2015 als OVA          | Studio Deen                                         |
| Hana to Alice Satsujin Jiken                                                 | 花とアリス殺人事件, The Case of Hana & Alice | 2015 als Film         | Production I.G, CoMix Wave Films                    |
| Hantsu x Trash (eine Folge)                                                  | ハンツーｘトラッシュ | 2015 als OVA          | Hoods Entertainment                                 |
| Happy ComeCome                                                               | ハッピーカムカム | 2015 als Film         | SynergySP                                           |
| Harmony                                                                      | ハーモニー, Harumonī | 2015 als Film         | Studio 4°C                                          |
| Heavy Object (24 Folgen)                                                     | ヘヴィーオブジェクト, Hevī Obujekuto | 2015 als Fernsehserie | J.C.Staff                                           |
| Hello!! Kin’iro Mosaic (12 Folgen)                                           | ハロー!!きんいろモザイク, Harō!! Kin’iro Mosaiku | 2015 als Fernsehserie | Studio Gokumi                                       |
| Hero Company (eine Folge)                                                    | ヒーロー カンパニー | 2015 als OVA          | Studio Deen                                         |
| The Heroic Legend of Arslan (25 Folgen)                                      | アルスラーン戦記, Arusurān Senki, Arslan Senki | 2015 als Fernsehserie | Lidenfilms, Sanzigen                                |
| Hetalia: The World Twinkle (15 Folgen)                                       | ヘタリア The World Twinkle, Hetaria: The World Twinkle | 2015 als Web-Anime    | Production I.G                                      |
| Hidan no Aria AA (12 Folgen)                                                 | 緋弾のアリアAA, Aria the Scarlet Ammo AA | 2015 als Fernsehserie | Dōga Kōbō                                           |
| High School D×D BorN (12 Folgen)                                             | ハイスクールD×D BorN, Haisukūru D×D BorN | 2015 als Fernsehserie | TNK                                                 |
| High School Star Musical (12 Folgen)                                         | ハイスクールスター・ミュージカル, STARMYU | 2015 als Fernsehserie | C-Station                                           |
| Hikawa Maru Monogatari                                                       | 氷川丸ものがたり, Mushi Production | 2015 als Film         |                                                     |
| Himitsu Kessha Taka no Tsume DO (38 Folgen)                                  | 秘密結社鷹の爪DO | 2015 als Fernsehserie | DLE                                                 |
| Himōto! Umaru-chan (12 Folgen)                                               | 干物妹!うまるちゃん | 2015 als Fernsehserie | Dōga Kōbō                                           |
| Hōkago no Pleiades (12 Folgen)                                               | 放課後のプレアデス, Hōkago no Pureiadesu | 2015 als Fernsehserie | Gainax                                              |
| Hokuto no Ken: Ichigo Aji (12 Folgen)                                        | 北斗の拳 イチゴ味 | 2015 als Fernsehserie | Ajia-dō                                             |
| Hyakka Ryōran Samurai After (2 Folgen)                                       | 百花繚乱 サムライアフター | 2015 als OVA          | Arms                                                |
| The Idolm@ster: Cinderella Girls (13 Folgen)                                 | アイドルマスター シンデレラガールズ, Aidoru Masutā: Shinderera Gāruzu | 2015 als Fernsehserie | A-1 Pictures                                        |
| The Idolm@ster: Cinderella Girls (13 Folgen)                                 | アイドルマスター シンデレラガールズ, Aidoru Masutā: Shinderera Gāruzu | 2015 als Fernsehserie | A-1 Pictures                                        |
| Isuca (10 Folgen)                                                            | ISUCA | 2015 als Fernsehserie | Arms                                                |
| Jitsu wa Watashi wa (12 Folgen)                                              | 実は私は, I am… | 2015 als Fernsehserie | TMS Entertainment                                   |
| JK-Meshi! (26 Folgen)                                                        | JKめし! | 2015 als Fernsehserie | Kyōfū Tomato, Office Nobu                           |
| Jōkamachi no Dandelion (12 Folgen)                                           | 城下町のダンデライオン, Castle town dandelion | 2015 als Fernsehserie | Production IMS                                      |
| Der Junge und das Biest                                                      | バケモノの子, Bakemono no Ko | 2015 als Film         | Studio Chizu                                        |
| Junjō Romantica 3 (12 Folgen)                                                | 純情ロマンチカ2 | 2015 als Fernsehserie | Studio Deen                                         |
| Junketsu no Maria (12 Folgen)                                                | 純潔のマリア | 2015 als Fernsehserie | Production I.G                                      |
| Jūō Mujin no Fafnir (12 Folgen)                                              | 銃皇無尽のファフニール, Jūō Mujin no Fafunīru | 2015 als Fernsehserie | Diomedéa                                            |
| K: Return of Kings (13 Folgen)                                               | K RETURN OF KINGS | 2015 als Fernsehserie | GoHands                                             |
| Kagewani (13 Folgen)                                                         | 影鰐-KAGEWANI- | 2015 als Fernsehserie | Tomovies                                            |
| Kaijū Sakaba Kanpai! (13 Folgen)                                             | 怪獣酒場 カンパーイ! | 2015 als Fernsehserie | DLE                                                 |
| Kamisama Hajimemashita◎ (12 Folgen)                                          | 神様はじめました◎ | 2015 als Fernsehserie | TMS Entertainment                                   |
| Kantai Collection – KanColle (12 Folgen)                                     | 艦隊これくしょん -艦これ- | 2015 als Fernsehserie | Diomedéa                                            |
| Kekkai Sensen (12 Folgen)                                                    | 血界戦線, Blood Blockade Battlefront | 2015 als Fernsehserie | Bones                                               |
| Ketsuekigata-kun! 2 (13 Folgen)                                              | 血液型くん!2 | 2015 als Fernsehserie | Assez Finaud Fabric, feel.                          |
| Ketsuekigata-kun! 3 (12 Folgen)                                              | 血液型くん!3 | 2015 als Fernsehserie | Zexcs                                               |
| Kidō Senshi Gundam: The Origin (6 Folgen)                                    | 機動戦士ガンダム THE ORIGIN | 2015 als OVA          | Sunrise                                             |
| Kindaichi Shōnen no Jikenbo Returns (23 Folgen)                              | 金田一少年の事件簿R, Kindaichi Shōnen no Jikenbo Ritānzu | 2015 als Fernsehserie | Tōei Animation                                      |
| Kōfuku Graffiti (12 Folgen)                                                  | 幸腹グラフィティ, Kōfuku no Gurafiti | 2015 als Fernsehserie | Shaft                                               |
| Kokoro ga Sakebitagatterunda.                                                | 心が叫びたがってるんだ。, The Anthem of the Heart | 2015 als Film         | A-1 Pictures                                        |
| Komori-san Can’t Decline! (12 Folgen)                                        | 小森さんは断れない!, Komori-san wa Kotowarenai! | 2015 als Fernsehserie | Artland                                             |
| Kowabon (13 Folgen)                                                          | こわぼん | 2015 als Fernsehserie | Ilca                                                |
| Kuroko no Basuke (25 Folgen)                                                 | 黒子のバスケ | 2015 als Fernsehserie | Production I.G                                      |
| Kuroshitsuji: Book of Murder (2 Folgen)                                      | 黒執事 Book of Murder | 2015 als OVA          | A-1 Pictures                                        |
| Kūsen Madōshi Kōhosei no Kyōkan (12 Folgen)                                  | 空戦魔導士候補生の教官 | 2015 als Fernsehserie | Diomedéa                                            |
| Kyōkai no Rinne (25 Folgen)                                                  | 境界のRINNE | 2015 als Fernsehserie | Brain’s Base                                        |
| Lance N’ Masques (12 Folgen)                                                 | ランス・アンド・マスクス, Ransu ando Masukusu | 2015 als Fernsehserie | Studio Gokumi                                       |
| Little Witch Academia: Mahō Jikake no Parade                                 | リトルウィッチアカデミア 魔法仕掛けのパレード, Ritoru Witchi Akademia: Mahō Jikake no Parēdo                                                                                    | 2015 als Kurzfilm     | Trigger                                             |
| Lupin III.: Part 4 (26 Folgen)                                               | ルパン三世, Lupin III – L’avventura italiana | 2015 als Fernsehserie | Telecom Animation Film                              |
| Magical Somera-chan (13 Folgen)                                              | 不思議なソメラちゃん, Fushigi na Somera-chan | 2015 als Fernsehserie | Seven                                               |
| Mahō Shōjo Lyrical Nanoha ViVid (12 Folgen)                                  | 魔法少女リリカルなのはViVid | 2015 als Fernsehserie | A-1 Pictures                                        |
| Makura no Danshi (12 Folgen)                                                 | 枕男子, Assez Finaud Fabric | 2015 als Fernsehserie | feel.                                               |
| Mikagura School Suite (12 Folgen)                                            | ミカグラ学園組曲, Mikagura Gakuen Kumikyoku | 2015 als Fernsehserie | Dōga Kōbō                                           |
| Military! (12 Folgen)                                                        | みりたり!, Miritari! | 2015 als Fernsehserie | Creators in Pack                                    |
| Million Doll (12 Folgen)                                                     | ミリオンドール, Mirion Dōru | 2015 als Fernsehserie | Asahi Production                                    |
| Mini Hama: Minimum Hamatora (10 Folgen)                                      | ミニはま -MINIMUM HAMATORA- | 2015 als Fernsehserie | Lerche                                              |
| Miss Monochrome – The Animation 2 (13 Folgen)                                | ミス・モノクローム -The Animation- 2, Misu Monokurōmu – The Animation 2 | 2015 als Fernsehserie | Sanzigen, Lidenfilms                                |
| Miss Monochrome – The Animation 3 (13 Folgen)                                | ミス・モノクローム -The Animation- 3, Misu Monokurōmu – The Animation 3 | 2015 als Fernsehserie | Sanzigen, Lidenfilms                                |
| Mobile Suit Gundam: Iron Blooded Orphans (25 Folgen)                         | 機動戦士ガンダム 鉄血のオルフェンズ, Kidō Senshi Gandamu: Tekketsu no Orufenzu                                                                                                  | 2015 als Fernsehserie | Sunrise                                             |
| Die Monster Mädchen (12 Folgen)                                              | モンスター娘のいる日常, Monster Musume no Iru Nichijō | 2015 als Fernsehserie | Lerche                                              |
| Mr. Osomatsu (25 Folgen)                                                     | おそ松さん, Osomatsu-san | 2015 als Fernsehserie | Studio Pierrot                                      |
| Nar Doma (26 Folgen)                                                         | ナルどマ, Naru Doma | 2015 als Fernsehserie | Kachidoki Studio                                    |
| Ninja Slayer: From Animation (26 Folgen)                                     | ニンジャスレイヤー フロムアニメイシヨン, Ninja Sureiyā: Furomu Animeishon | 2015 als Fernsehserie | Trigger                                             |
| Nisekoi: (12 Folgen)                                                         | ニセコイ: | 2015 als Fernsehserie | Shaft                                               |
| Non Non Biyori Repeat (12 Folgen)                                            | のんのんびより りぴーと | 2015 als Fernsehserie | Silver Link                                         |
| Noragami Aragoto (13 Folgen)                                                 | ノラガミ ARAGOTO | 2015 als Fernsehserie | Bones                                               |
| Okusama ga Seito Kaichō! (12 Folgen)                                         | おくさまが生徒会長! | 2015 als Fernsehserie | Seven                                               |
| One Punch Man (12 Folgen)                                                    | ワンパンマン | 2015 als Fernsehserie | Madhouse                                            |
| One Punch Man (6 Folgen)                                                     | ワンパンマン | 2015 als OVA          | Madhouse                                            |
| One Punch Man: Road to Hero (eine Folge)                                     | ワンパンマン ロード・トゥ・ヒーロー, One Punch Man: Rōdo tu Hīrō | 2015 als OVA          | Madhouse                                            |
| Ore ga Ojō-sama Gakkō ni “Shomin Sample” Toshite Gets Sareta Ken (12 Folgen) | 俺がお嬢様学校に「庶民サンプル」としてゲッツされた件 | 2015 als Fernsehserie | Silver Link                                         |
| Ore Monogatari!! (24 Folgen)                                                 | 俺物語!! | 2015 als Fernsehserie | Madhouse                                            |
| Overlord (13 Folgen)                                                         | オーバーロード | 2015 als Fernsehserie | Madhouse                                            |
| Owarimonogatari (12 Folgen)                                                  | 終物語 | 2015 als Fernsehserie | Shaft                                               |
| Peeping Life TV (? Folgen)                                                   | Peeping Life TV | 2015 als Fernsehserie | Forest Hunting One, CoMix Wave Films, Tatsunoko Pro |
| The Perfect Insider (11 Folgen)                                              | すべてがFになる, Subete ga F ni Naru | 2015 als Fernsehserie | A-1 Pictures                                        |
| Persona 3 The Movie: #3 Falling Down                                         | PERSONA3 THE MOVIE #3 Falling Down | 2015 als Film         | A-1 Pictures                                        |
| Plastic Memories (13 Folgen)                                                 | プラスティック･メモリーズ, Purasutikku Memorīzu | 2015 als Fernsehserie | Dōga Kōbō                                           |
| Pretty Cure All Stars: Haru no Carnival                                      | プリキュアオールスターズ 春のカーニバル♪, PuriKyua Ōru Sutāzu: Haru no Kānibaru                                                                                                 | 2015 als Film         | Tōei Animation                                      |
| Pripara (51 Folgen)                                                          | プリパラ, Puripara | 2015 als Fernsehserie | Tatsunoko Production                                |
| Prison School (12 Folgen)                                                    | 監獄学園 | 2015 als Fernsehserie | J.C.Staff                                           |
| Punch Line (12 Folgen)                                                       | パンチライン, Panchi Rain | 2015 als Fernsehserie | MAPPA                                               |
| Rakudai Kishi no Cavalry (12 Folgen)                                         | 落第騎士の英雄譚, Rakudai Kishi no Kyabaruri | 2015 als Fernsehserie | Silver Link, Nexus                                  |
| Rampo Kitan: Game of Laplace (11 Folgen)                                     | 乱歩奇譚 Game of Laplace | 2015 als Fernsehserie | Lerche                                              |
| Re-Kan! (13 Folgen)                                                          | レーカン!, Rēkan! | 2015 als Fernsehserie | Pierrot Plus                                        |
| Robot Girls Z Plus (6 Folgen)                                                | ロボットガールズZプラス, Robotto Gāruzu Z Purasu | 2015 als Fernsehserie | Tōei Animation                                      |
| Rokka: Die Helden der sechs Blumen (12 Folgen)                               | 六花の勇者, Rokka no Yūsha | 2015 als Fernsehserie | Passione                                            |
| The Rolling Girls (12 Folgen)                                                | ローリング☆ガールズ, Rōringu Gāruzu | 2015 als Fernsehserie | Wit Studio                                          |
| Saenai Heroine no Sodatekata (13 Folgen)                                     | 冴えない彼女の育てかた, Saenai Hiroin no Sodatekata, Saekano | 2015 als Fernsehserie | A-1 Pictures                                        |
| Saint Seiya: Ōgon Tamashii – soul of gold (13 Folgen)                        | 聖闘士星矢 黄金魂 -soul of gold- | 2015 als Web-Anime    |                                                     |
| Sakurako-san no Ashimoto ni wa Shitai ga Umatteiru (12 Folgen)               | 櫻子さんの足下には死体が埋まっている, A Corpse is Buried Under Sakurako’s Feet.                                                                                                 | 2015 als Fernsehserie | Troyca                                              |
| Seiken Tsukai no World Break (13 Folgen)                                     | 聖剣使いの禁呪詠唱, Seiken Tsukai no Wārudo Bureiku | 2015 als Fernsehserie | Diomedéa                                            |
| Sengoku Musō (12 Folgen)                                                     | 戦国無双 | 2015 als Fernsehserie | NAS                                                 |
| Senki Zesshō Symphogear GX (13 Folgen)                                       | 戦姫絶唱シンフォギアGX, Senki Zesshō Shinfogia G | 2015 als Fernsehserie | Satelight                                           |
| Seraph of the End – Battle in Nagoya (12 Folgen)                             | 終わりのセラフ 名古屋決戦編, Owari no Serafu: Nagoya Kessen-hen, Owari no Seraph: Nagoya Kessen-hen                                                                             | 2015 als Fernsehserie | Wit Studio                                          |
| Seraph of the End – Vampire Reign (12 Folgen)                                | 終わりのセラフ, Owari no Serafu, Owari no Seraph | 2015 als Fernsehserie | Wit Studio                                          |
| Shimoneta to Iu Gainen ga Sonzai Shinai Taikutsu na Sekai (12 Folgen)        | 下ネタという概念が存在しない退屈な世界 | 2015 als Fernsehserie | J.C.Staff                                           |
| Shin Atashin’chi (26 Folgen)                                                 | 新あたしンち | 2015 als Fernsehserie | Shin’ei Dōga                                        |
| Shin Gekijōban Initial D: Legend 2 – Tōsō                                    | 新劇場版 頭文字D Legend2 -闘走- | 2015 als Film         | Sanzigen, Lidenfilms                                |
| Shōnen Hollywood – Holly Stage for 50 (13 Folgen)                            | 少年ハリウッド -HOLLY STAGE FOR 50-, Shōnen Hariuddo Holly Stage for 50 | 2015 als Fernsehserie | Zexcs                                               |
| Show By Rock!! (12 Folgen)                                                   | SHOW BY ROCK!! | 2015 als Fernsehserie | Bones                                               |
| Sidonia no Kishi: Daikyū Wakusei Sen’eki (12 Folgen)                         | シドニアの騎士 第九惑星戦役, Shidonia no Kishi: Daikyū Wakusei Sen’eki | 2015 als Fernsehserie | Polygon Pictures                                    |
| Sōkyū no Fafner: Exodus (13 Folgen)                                          | 蒼穹のファフナー EXODUS, Sōkyū no Fafunā: Exodus | 2015 als Fernsehserie | Xebec zwei                                          |
| Sōkyū no Fafner: Exodus (13 Folgen)                                          | 蒼穹のファフナー EXODUS, Sōkyū no Fafunā: Exodus | 2015 als Fernsehserie | Xebec zwei                                          |
| Sore ga Seiyū! (14 Folgen)                                                   | それが声優! | 2015 als Fernsehserie | Gonzo                                               |
| Sound! Euphonium (13 Folgen)                                                 | 響け! ユーフォニアム, Hibike! Yūfoniamu, Hibike! Euphonium | 2015 als Fernsehserie | Kyōto Animation                                     |
| Star-Mu (12 Folgen)                                                          | スタミュ, Sutamyu, Highschool Star Musical | 2015 als Fernsehserie | C-Station                                           |
| Suzakinishi: The Animation (12 Folgen)                                       | 洲崎西 THE ANIMATION | 2015 als Fernsehserie | feel.                                               |
| Taimadō Gakuen 35 Shiken Shōtai (12 Folgen)                                  | 対魔導学園35試験小隊, AntiMagic Academy 35th Test Platoon | 2015 als Fernsehserie | Silver Link                                         |
| Takamiya Nasuno Desu! (12 Folgen)                                            | 高宮なすのです! | 2015 als Fernsehserie | Millepensee                                         |
| Tamagotchi! Tamatomo Daishū Go (26 Folgen)                                   | たまごっち! たまともだいしゅーGO | 2015 als Fernsehserie | OLM Team Wasaki                                     |
| Tantei Kageki Milky Holmes TD (12 Folgen)                                    | 探偵歌劇 ミルキィホームズ TD, Tantei Kageki Miruki Hōmuzu TD | 2015 als Fernsehserie | J.C.Staff, Nomad                                    |
| Tēkyū (12 Folgen)                                                            | てーきゅう | 2015 als Fernsehserie | Millepensee                                         |
| Tēkyū (12 Folgen)                                                            | てーきゅう | 2015 als Fernsehserie | Millepensee                                         |
| Tēkyū (12 Folgen)                                                            | てーきゅう | 2015 als Fernsehserie | Millepensee                                         |
| Tesagure! Bukatsumono: Purupurun Sharumu to Asobō (12 Folgen)                | てさぐれ!部活もの すぴんおふ プルプルんシャルムと遊ぼう | 2015 als Fernsehserie | Yaoyorozu                                           |
| The Testament of Sister New Devil (12 Folgen)                                | 新妹魔王の契約者, Shinmai Maō no Tesutamento, Shinmai Maō no Testament | 2015 als Fernsehserie | Production IMS                                      |
| The Testament of Sister New Devil Burst (10 Folgen)                          | 新妹魔王の契約者 BURST, Shinmai Maō no Tesutamento BURST, Shinmai Maō no Testament Burst                                                                                        | 2015 als Fernsehserie | Production IMS                                      |
| To Love-Ru -Trouble- Darkness 2nd (14 Folgen)                                | To LOVEる -とらぶる- ダークネス 2nd | 2015 als Fernsehserie | Xebec                                               |
| Tōkyō Ghoul √A (12 Folgen)                                                   | 東京喰種トーキョーグール√A, Tōkyō Gūru √A | 2015 als Fernsehserie | Studio Pierrot                                      |
| Tōkyō Ghoul: Jack (eine Folge)                                               | 東京喰種トーキョーグール【JACK】, Tōkyō Gūru: Jack | 2015 als OVA          | Studio Pierrot                                      |
| Tōkyō Ghoul: Pinto (eine Folge)                                              | 東京喰種-トーキョーグール- 【PINTO】, Tōkyō Gūru: Pinto | 2015 als OVA          | Studio Pierrot                                      |
| Triage X (10 Folgen)                                                         | トリアージX, Toriāji X | 2015 als Fernsehserie | Xebec                                               |
| Ultimate Otaku Teacher (24 Folgen)                                           | 電波教師, Denpa Kyōshi | 2015 als Fernsehserie | A-1 Pictures                                        |
| Urawa no Usagi-chan (12 Folgen)                                              | 浦和の調ちゃん | 2015 als Fernsehserie | A-Real                                              |
| Ushio and Tora (39 Folgen)                                                   | うしおととら, Ushio to Tora | 2015 als Fernsehserie | MAPPA                                               |
| Uta no Prince-sama: Maji Love Revolutions (13 Folgen)                        | うたの☆プリンスさまっ♪ マジLOVEレボリューションズ, Uta no Purinsu-sama: Maji Love Reboryūshonzu                                                                                 | 2015 als Fernsehserie | A-1 Pictures                                        |
| Utawarerumono: Itsuwari no Kamen (25 Folgen)                                 | うたわれるもの 偽りの仮面 | 2015 als Fernsehserie | White Fox                                           |
| Valkyrie Drive – Mermaid (12 Folgen)                                         | VALKYRIE DRIVE -MERMAID- | 2015 als Fernsehserie | Arms                                                |
| Vampire Holmes (12 Folgen)                                                   | VAMPIRE HOLMES | 2015 als Fernsehserie | studio!cucuri                                       |
| Venus Project – Climax (6 Folgen)                                            | VENUS PROJECT -CLIMAX- | 2015 als Fernsehserie | Nomad                                               |
| Das Verschwinden der Nagato Yuki-chan (16 Folgen)                            | 長門有希ちゃんの消失, Nagato Yuki-chan no Shōshitsu, Das Verschwinden der Yuki Nagato                                                                                           | 2015 als Fernsehserie | Satelight                                           |
| Wakaba Girl (13 Folgen)                                                      | わかば＊ガール, Wakaba Gāru | 2015 als Fernsehserie | Nexus                                               |
| Wakako-zake (12 Folgen)                                                      | ワカコ酒 | 2015 als Fernsehserie | Office DCI                                          |
| Wake Up, Girls! Beyond the Bottom                                            | | 2015 als Film         | Ordet, Millepensee                                  |
| Wake Up, Girls! Seishun no Kage                                              | Wake Up, Girls! 青春の影 | 2015 als Film         | Ordet, Millepensee                                  |
| Working!!! (13 Folgen)                                                       | WORKING!!! | 2015 als Fernsehserie | A-1 Pictures                                        |
| Yahari Ore no Seishun Love Come wa Machigatteiru. Zoku (13 Folgen)           | やはり俺の青春ラブコメはまちがっている。続 | 2015 als Fernsehserie | feel.                                               |
| Yamada-kun and the Seven Witches (12 Folgen)                                 | 山田くんと7人の魔女, Yamada-kun to 7-nin no Majo | 2015 als Fernsehserie | Lidenfilms                                          |
| Yoru no Yatterman (12 Folgen)                                                | 夜ノヤッターマン, Yoru no Yattāman | 2015 als Fernsehserie | Tatsunoko Pro                                       |
| Young Black Jack (12 Folgen)                                                 | ヤング ブラック・ジャック, Yangu Jakku Burakku | 2015 als Fernsehserie | Tezuka Productions                                  |
| Yowamushi Pedal Re:Road                                                      | 弱虫ペダル Re:ROAD, Yowamushi Pedaru Re:ROAD | 2015 als Film         | TMS/8PAN                                            |
| Yurikuma Arashi (12 Folgen)                                                  | ユリ熊嵐, Love Bullet→Yurikuma Arashi | 2015 als Fernsehserie | Silver Link                                         |
| Yuru Yuri Nachuyachumi!+ (2 Folgen)                                          | ゆるゆり なちゅやちゅみ!+ | 2015 als Special      | TYO Animations                                      |
| Yuru Yuri San Hai! (12 Folgen)                                               | ゆるゆり さん☆ハイ! | 2015 als Fernsehserie | TYO Animations                                      |